# Pantalla tàctil resistiva
|  | No s'ha de confondre amb Pantalla tàctil capacitiva. |

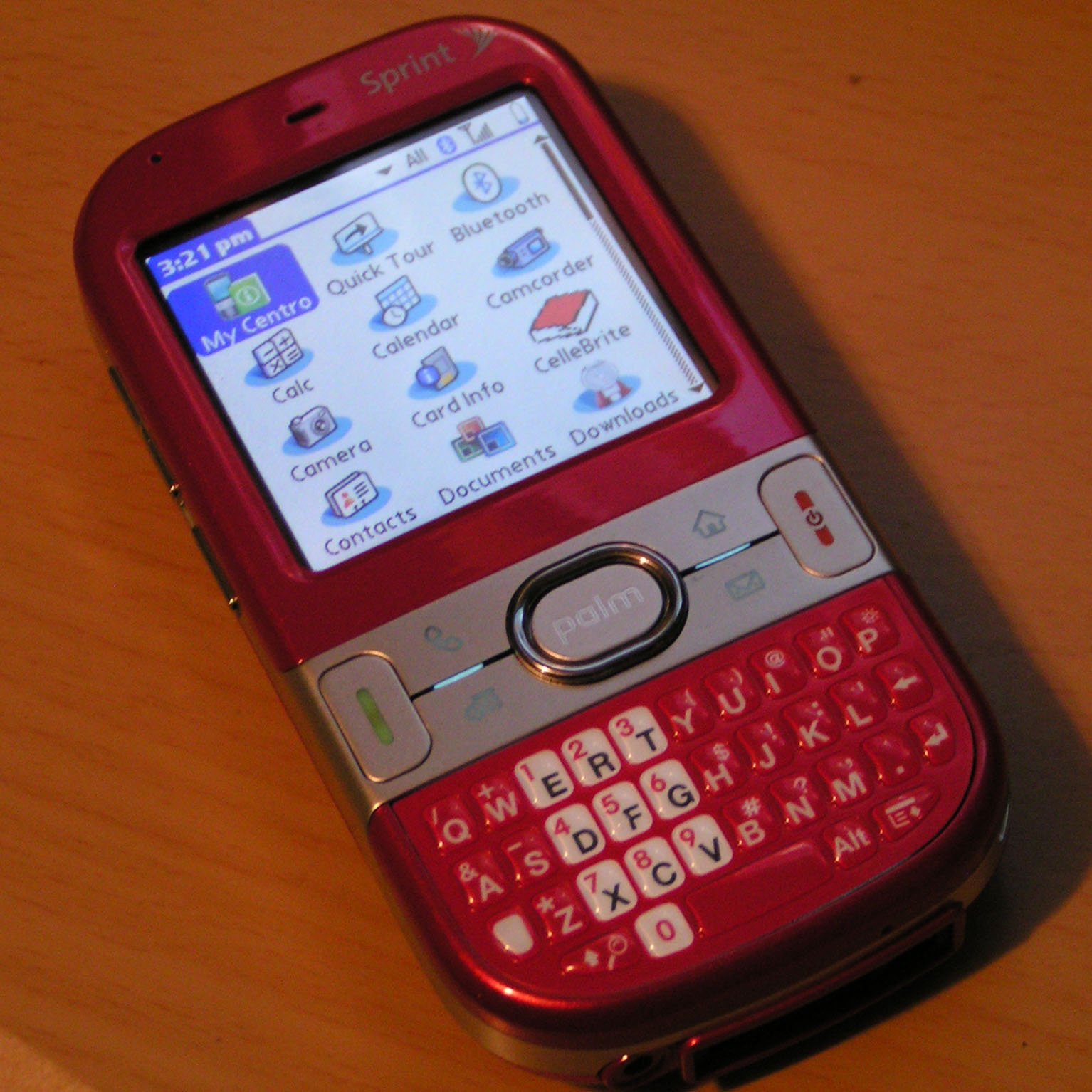
Palm Centro, un exemple de telèfon intel·ligent amb pantalla tàctil resistiva.

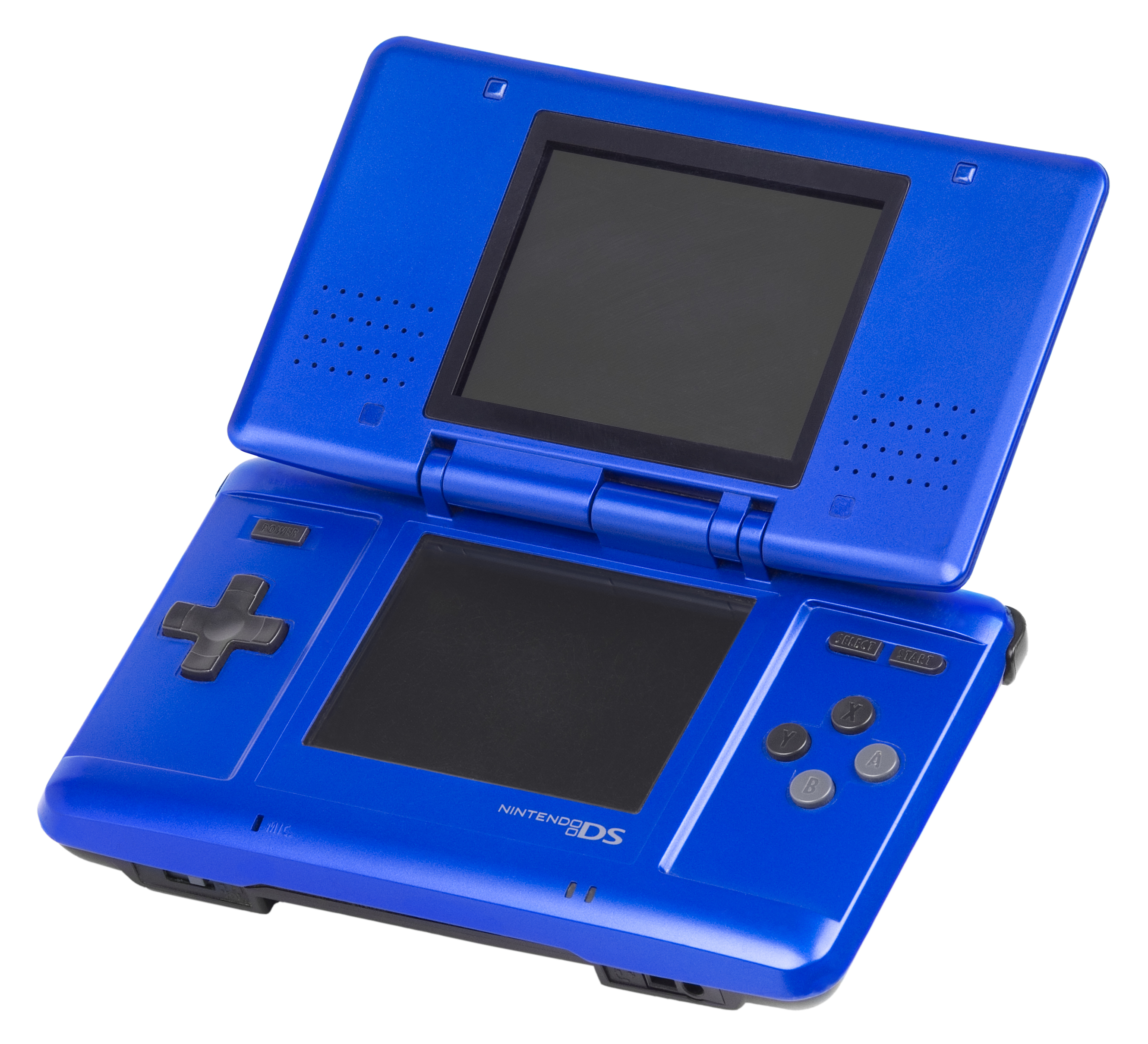
La Nintendo DS, un exemple de consola de jocs portàtil amb pantalla tàctil resistiva.

En enginyeria elèctrica, una pantalla tàctil resistiva és una pantalla d'ordinador sensible al tacte composta per dues làmines flexibles recobertes d'un material resistiu i separades per un espai d'aire o micropunts. Les pantalles tàctils resistives són un tipus de tecnologia "passiva".

## Descripció i funcionament
Hi ha dos tipus diferents de capes metàl·liques. El primer tipus s'anomena matriu, en què els elèctrodes ratllats sobre substrats com el vidre o el plàstic s'enfronten. El segon tipus s'anomena analògic que consisteix en elèctrodes transparents sense cap patró enfrontats. A partir del 2011, l'analògic oferia costos de producció reduïts. Quan es fa contacte amb la superfície de la pantalla tàctil, els dos fulls es pressionen junts. En aquests dos fulls hi ha línies horitzontals i verticals que, quan s'ajunten, registren la ubicació precisa del tacte. La pantalla tàctil resistiva detecta l'entrada del contacte amb gairebé qualsevol objecte (dit, llapis llapis, palma),
Per exemple, durant el funcionament d'una pantalla tàctil de quatre fils, s'aplica un gradient de tensió uniforme i unidireccional al primer full. Quan els dos fulls es pressionen junts, el segon full mesura la tensió com a distància juntament amb el primer full, proporcionant la coordenada X. Quan s'ha adquirit aquesta coordenada de contacte, el gradient de tensió s'aplica al segon full per determinar la coordenada Y. Aquestes operacions es produeixen en pocs mil·lisegons, registrant la ubicació exacta del tacte a mesura que es fa el contacte, sempre que la pantalla s'hagi calibrat correctament per a les variacions de resistivitat.
Les pantalles tàctils resistives solen tenir una alta resolució (4096 x 4096 o superior), proporcionant un control tàctil precís. Com que la pantalla tàctil respon a la pressió a la seva superfície, el contacte es pot fer amb un dit o amb qualsevol altre dispositiu apuntador.

## Comparació amb altres tecnologies de pantalla tàctil
La tecnologia de pantalla tàctil resistent funciona bé amb gairebé qualsevol objecte semblant a un llapis, i també es pot utilitzar amb els dits enguantats i els dits nus. En algunes circumstàncies, això és més desitjable que una pantalla tàctil capacitiva, que necessita un punter capacitiu, com ara un dit nu (tot i que alguns sensors capacitius poden detectar guants i alguns guants poden funcionar amb totes les pantalles capacitives). En general, una pantalla tàctil resistiva que funciona amb un llapis ofereix una precisió d'apuntament més gran que una pantalla tàctil capacitiva que funciona amb un dit. Els costos són relativament baixos en comparació amb les tecnologies de pantalla tàctil actives, però també són més propensos a patir danys. Es pot fer tecnologia de pantalla tàctil resistent per donar suport a l'entrada multitàctil. Les pantalles d'un sol tàctil registren múltiples entrades tàctils en la seva ubicació i nivells de pressió equilibrats.
Per a les persones que han d'agafar la part activa de la pantalla o han de posar tota la mà a la pantalla, hi ha disponibles tecnologies alternatives de pantalla tàctil, com ara una pantalla tàctil activa en què només el llapis llapis crea entrada i es rebutgen els tocs de pell. Tanmateix, les noves tecnologies de pantalla tàctil permeten l'ús de multi-tàctil sense els problemes de vectorització esmentats anteriorment.
Quan les condicions permeten el funcionament amb els dits nus, la menor resposta de la pantalla resistiva als tocs lleugers ha fet que generalment es consideri el seu ús amb pantalles de baixa resolució i perdi quota de mercat davant les pantalles capacitives al segle xxi. La tecnologia de pantalla tàctil capacitiva projectada va superar la tecnologia de pantalla tàctil resistiva en ingressos el 2010 i en unitats el 2011.